# Carolyn Eisele
Pour les articles homonymes, voir Eisele.
Carolyn Eisele, née le 13 juin 1902 à New York et morte le 15 janvier 2000 à Manhattan, New York, est une mathématicienne et historienne des mathématiques américaine. Elle est connue comme spécialiste des travaux du philosophe et mathématicien Charles Sanders Peirce.

## Biographie
Carolyn Eisele fait ses études secondaires au Hunter College High School puis s'inscrit au Hunter College, où elle obtient son diplôme en 1923. Elle poursuit par un master en mathématiques et en sciences de l'éducation à l'université Columbia en 1925. À cette époque, Columbia n'offre pas de possibilité de doctorat en mathématiques aux femmes, aussi Carolyn Eisele poursuit-elle ses études de mathématiques à l'université de Chicago, où elle étudie la géométrie différentielle, et à l'université de Californie du Sud. Elle interrompt cependant ses études avant d'obtenir le doctorat, pour soigner son père. Elle se marie avec Morris Halpern en 1943. 
Carolyn Eisele enseigne les mathématiques au Hunter College pendant près de 50 ans, d’abord comme assistante, après avoir obtenu son diplôme universitaire en 1923, elle est nommée professeure titulaire en 1965. Elle prend sa retraite en 1972 et meurt le 15 janvier 2005, à Manhattan.

## Études sur Charles Peirce

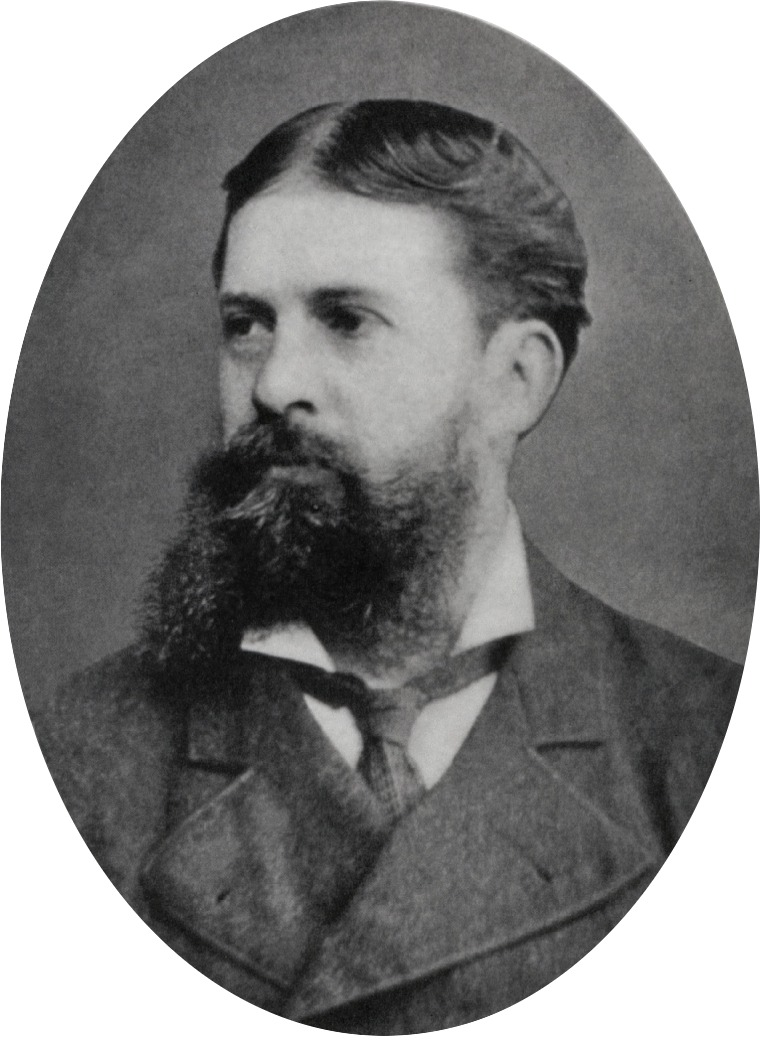
Charles Sanders Peirce

Alors qu'elle travaillait sur le fonds George Arthur Plimpton à la bibliothèque de l'université Columbia, Carolyn Eisele trouve un manuscrit de Charles Sanders Peirce sur le Liber Abaci de Leonardo Fibonacci. Elle publie un article sur sa découverte dans Scripta Mathematica en 1951. Ses autres travaux sur Peirce comprennent sa correspondance avec Simon Newcomb et la projection en quinconce Peirce pour les cartes du monde. Son travail sur Peirce a adopté une vision holistique, dans laquelle ses contributions à la philosophie et à la logique étaient traitées comme faisant partie d'un ensemble avec ses contributions aux mathématiques et aux sciences, plutôt que comme des chapitres séparés de sa vie. 
Carolyn Eisele est présidente de la Charles S. Peirce Society de 1973 à 1975. En 1976, elle commence la publication d'une collection en plusieurs volumes des écrits de Peirce, les New Elements of Mathematics, et la même année, elle participe à l'organisation du Congrès international du bicentenaire de Peirce à Amsterdam.

## Publications
- (éd.) Charles S. Peirce, The New Elements of Mathematics, La Haye, Mouton : 
  - Volume I. Arithmetic, 1976 260 p.  (ISBN 90-279-3174-7)
  - Volume II. Algebra and Geometry, 1979, 672 p.  (ISBN 90-279-3025-2).
  - Volumes III/1 et III/2. Mathematical Miscellanea, 2 vol., 1976  (ISBN 0-391-00641-X)
  - Volume IV. Mathematical Philosophy, 1976, 393 p.  (ISBN 0-391-00642-8)
- Historical Perspectives on Peirce’s Logic of Science: A History of Science, 1985
- Studies in the scientific and mathematical philosophy of Charles S. Peirce, éd. par R.M. Martin, La Haye, Mouton, 1979 386 p.  (ISBN 90-279-7808-5)

## Hommages et distinctions
- 1980 : docteure honoris causa de l'université Texas Tech
- 1982 : docteure honoris causa de l'université Lehigh[4]
- En 1980, Eisele est nommée membre d'honneur de l'équipage du navire USC & GSS Peirce de la garde côtière américaine.
- En 1981, un colloque sur les études de Peirce au Hunter College lui est dédié[5]. Les actes ont été publiés en tant que mélanges dans Historia Mathematica.
- 1985 : prix Behavioral Sciences, History and Philosophy of Sciences de l'Académie des sciences de New York[6].